# Мид-Саут-колизиум
Мид-Саут-колизиум (англ. Mid-South Coliseum), также известный как «Столица развлечений Среднего Запада» (англ. The Entertainment Capital of the Mid-South) — многофункциональная арена на 10 085 человек, расположенная в Мемфисе (штат Теннесси, США). Сооружение было построено в 1963 году, а в 2006 году было закрыто.

## Арендаторы
Колизей был домашней площадкой клуба Американской баскетбольной ассоциации. С 1971 по 1972 года команда называлась «Мемфис Прос», с 1972 по 1974 год «Мемфис Тэмс» и с 1974 по 1975 год — «Мемфис Саундс». В 1975 году клуб переехал в Балтимор, где стал выступать под названием «Балтимор Клоз». Колизей принимал игры плей-офф АБА в 1971 году, когда «Прос» играли против «Индианы Пэйсерс», и в 1975 году — игры против «Кентукки Колонелс».
«Мид-Саут-колизиум» был домашней ареной команды Центральной хоккейной лиги «Мемфис Уингз» (позже «Мемфис Саут Старз») с 1964 по 1969 год. Чтобы проводить здесь хоккейные матчи, под полом сооружения были проложены трубы для циркуляции воздуха. Между играми здесь часто устраивались общественные катки. В 1992 году в городе появилась команда «Мемфис Ривер Кингз», которая выступала здесь до 2000 года, собирая на свои матчи множество болельщиков. После неудачных переговоров владельцев команды с местными властями по модернизации сооружения, в 2000 году клуб переехал в «Десото-цивик-центр».
Арена была домашней площадкой для баскетбольной команды университета Мемфиса (сейчас государственный университет Мемфиса) «Мемфис Тайгерс» до 1991 года, когда команда переехала в новую «Пирамид-арену». В колизее также проходило пять баскетбольных турниров конференции Метро.
В 2001 году здесь иллюзионист Дэвид Копперфильд снимал Tornado of Fire.
«Мид-Саут-колизиум» принимал множество шоу профессионального рестлинга и являлся основной ареной United States Wrestling Association. Одним из основных хедлайнеров здесь был Джерри Лоулер. Здесь в 1981 году проходил бой Лоулера против Терри Фанка, известный сейчас как «бой в пустой арене». 7 апреля 1982 года Лоулер дважды провёл приём piledrove комедианту Энди Кауфману, а сам матч закончился обоюдной дисквалификацией. После боя Кауфмана увезли на машине скорой помощи.

## Закрытие
Сооружение было закрыто в 2006 году во многом из-за невозможности соблюдения Акта об инвалидах. Последним событием на арене стал концерт группы Trans-Siberian Orchestra.